# 古山龙属
古山龙属（学名：Arcangelisia）是防已科下的一个属，为攀援状灌木植物。该属共有3种，分布于亚洲东南部。